# Rochester (New Hampshire)
Rochester is een plaats (city) in de Amerikaanse staat New Hampshire, en valt bestuurlijk gezien onder Strafford County.

## Demografie
Bij de volkstelling in 2000 werd het aantal inwoners vastgesteld op 28.461. In 2006 is het aantal inwoners door het United States Census Bureau geschat op 30.117, een stijging van 1656 (5,8%).

## Geografie
Volgens het United States Census Bureau beslaat de plaats een oppervlakte van 118,5 km², waarvan 116,9 km² land en 1,6 km² water. Rochester ligt op ongeveer 70 m boven zeeniveau.

## Gijzeling in Rochester
Op 30 november 2007 kreeg het stadje wereldwijde bekendheid door de gijzelingssituatie die zich afspeelde in het lokale campagnekantoor van Hillary Clinton. De 47-jarige Leeland Eisenberg hield er vijf mensen gegijzeld. Zelf was zij campagne aan het voeren in Virginia op dat ogenblik.

## Plaatsen in de nabije omgeving
De onderstaande figuur toont nabijgelegen plaatsen in een straal van 20 km rond Rochester.